# Narodowe Muzeum Tarasa Szewczenki
Narodowe Muzeum Tarasa Szewczenki (ukr. Націона́льний музе́й Тара́са Шевче́нка) – muzeum zlokalizowane w Kijowie, poświęcone życiu i twórczości Tarasa Szewczenki, poety, malarza i symbolu ukraińskiej tożsamości narodowej. 

## Historia
Idea utworzenia muzeum zrodziła się wkrótce po śmierci artysty dzięki inicjatywie jego przyjaciół. W 1897 zgromadzona kolekcja została przekazana do Muzeum Starożytności Ukraińskich, a następnie włączona do Czernihowskiego Muzeum Historycznego. W 1926 w Charkowie powstał Instytut Szewczenki, który przejął pieczę nad zbiorami, a muzeum funkcjonowało jako dział rękopisów.
W 1939 Rada Komisarzy Ludowych ZSRR zdecydowała o sfinansowaniu wystawy retrospektywnej, co doprowadziło do utworzenia centralnego muzeum. Wystawa otwarta w 1941 w Pałacu Maryjskim została przerwana przez działania wojenne. Część eksponatów ewakuowano do Nowosybirska.
Obecna siedziba muzeum została otwarta 24 kwietnia 1949. W latach 1982–1989 placówka była zamknięta z powodu prac konserwatorskich. W 2001 muzeum otrzymało status instytucji narodowej.

## Siedziba
Muzeum mieści się w dawnym Pałacu Miejskim Tereszczenków przy bulwarze Tarasa Szewczenki. Budynek z 1841, przebudowany w stylu włoskiego renesansu przez Petra Fedorowa i Ronalda Tustanowskiego, został zakupiony przez filantropa Mykołę Tereszczenkę.

## Zbiory
Kolekcja muzeum obejmuje ponad 72 000 obiektów – dzieł sztuki i dokumentów archiwalnych. Eksponaty były prezentowane m.in. w muzeach Łotwy, Rosji i Czech.

## Inicjatywy cyfrowe
W 2024 roku muzeum, we współpracy z firmą RAVATAR i Centrum im. Wasyla Stusa, zaprezentowało pierwszy na świecie Awatar AI Tarasa Szewczenki. Wykorzystując technologie przetwarzania języka naturalnego, umożliwia on interakcję poprzez komunikator Telegram oraz media społecznościowe. Inicjatywa ma na celu popularyzację dziedzictwa Szewczenki i zwiększenie jego dostępności poprzez nowoczesne formy przekazu.